# Göran Fredrik Göransson

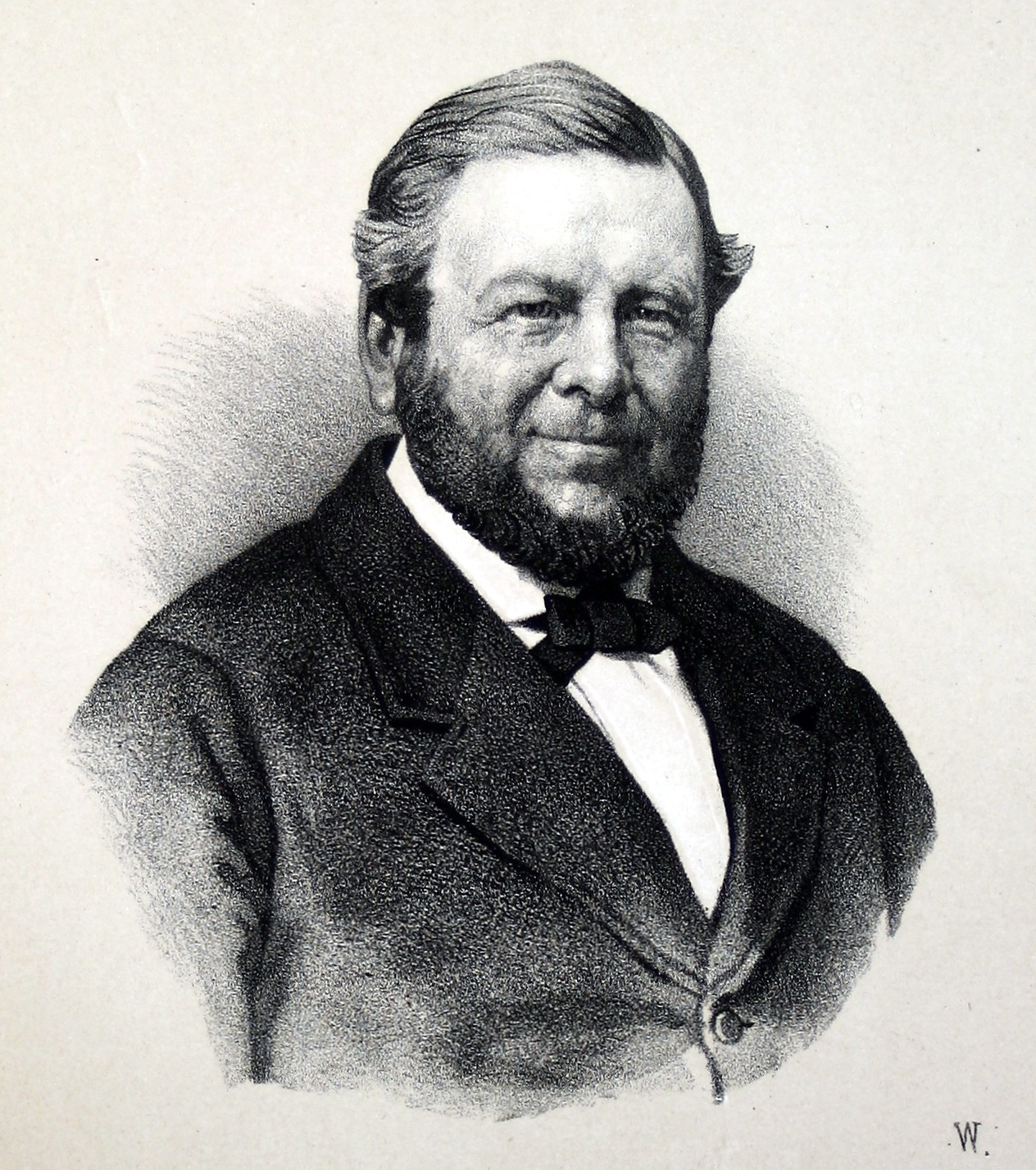
Göran Fredrik Göransson

Göran Fredrik Göransson, genannt der Konsul (* 1819 in Gävle; † 1900 in Sandviken), war der Gründer des Stahlwerks von Sandvikens Jerverks Aktie Bolag (heute Sandvik), um das die Stadt Sandviken entstand.